# Fratelli Benvenuti
Fratelli Benvenuti è una serie televisiva italiana, con Massimo Boldi, trasmessa su Canale 5 dal 21 al 24 marzo 2010; successivamente ritorna in onda a partire dal 5º episodio, su Rete 4.

## Episodi
| nº | Titolo                        | Prima TV       | Telespettatori | Share  |
| -- | ----------------------------- | -------------- | -------------- | ------ |
| 1  | Benvenuti al centro           | 21 marzo 2010  | 3.207.000      | 13,23% |
| 2  | Un telefono per amico         | 21 marzo 2010  | 3.207.000      | 13,23% |
| 3  | Scontrino d'oro               | 24 marzo 2010  | 2.494.000      | 09,58% |
| 4  | Sfide in famiglia             | 24 marzo 2010  | 2.494.000      | 09,58% |
| 5  | Amore che viene amore che vai | 20 luglio 2010 | 923.000        | 05,36% |
| 6  | Scandalo al centro            | 20 luglio 2010 | 923.000        | 05,36% |
| 7  | San Valentino                 | 27 luglio 2010 | 910.000        | 05,71% |
| 8  | Scherzi di Carnevale          | 27 luglio 2010 | 910.000        | 05,71% |
| 9  | La cena delle beffe           | 27 luglio 2010 | 910.000        | 05,71% |
| 10 | La notte bianca               | 3 agosto 2010  | 781.000        | 05,00% |
| 11 | Il ballo di Cenerentola       | 3 agosto 2010  | 781.000        | 05,00% |
| 12 | Buon compleanno centro        | 3 agosto 2010  | 781.000        | 05,00% |

## Trame

### Benvenuti al centro
Lorenzo Benvenuti (Massimo Boldi), titolare con la sorella Teresa (Barbara De Rossi) e il fratello Claudio (Enzo Salvi) di una salumeria, è stato costretto a trasferire l'attività in un nuovo centro commerciale. A mettere in crisi Lorenzo è anche il fatto che sua moglie Doris (Gloria Guida) è partita per l'India...

### Un telefono per amico
Lorenzo non riesce ad ambientarsi nel nuovo centro commerciale, mentre i suoi quattro figli, Renato (Davide Silvestri), Pippo (Lorenzo Vavassori), Giorgia (Lucrezia Piaggio) e Camilla (Nina Torresi), hanno i loro problemi. Claudio è stanco della salumeria, aspira a cambiare lavoro e si propone a Elvira (Gea Lionello), la direttrice del centro, come direttore amministrativo.

### Scontrino d'oro
Elvira ha un'idea per incentivare le vendite nel centro commerciale. Lorenzo cerca di convincere suo figlio Renato a lavorare nella salumeria. Tra Teresa e Angelo (Massimo Ciavarro), titolare della palestra, sembra che stia nascendo qualcosa, mentre Giorgia e sua sorella Camilla ignorano di essere innamorate dello stesso ragazzo, Luca (Valerio Morigi).

### Sfide in famiglia
Giorgia e Camilla scoprono che Luca sta uscendo con entrambe e lo scaricano. Renato trova lavoro nel ristorante indiano e rimane folgorato dalla bellissima Krishna (Elisabetta Canalis). Claudio, grazie al suo legame sentimentale con Elvira, ha avuto la nomina di direttore amministrativo.

### Amore che vieni amore che vai
Nel centro commerciale si stanno svolgendo sfilate di abiti da sposa e questo porta le due bariste Maria (Valeria Graci) e Grazia (Manuela Boldi) a sognare un po', tanto da inventarsi ipotetici fidanzati ai quali le due sarebbero legate, guarda caso all'insaputa dell'altra.

### Scandalo al centro
Lorenzo continua a incoraggiare Doris; l'uomo cerca di mostrarsi cambiato e insieme i due rivivono momenti importanti del loro passato.

### San Valentino
Dopo una notte d'amore, Krishna (Elisabetta Canalis) scappa lasciando una lettera a Renato (Davide Silvestri) dove gli confessa di avere passato la notte più bella della sua vita, ma non può restare perché promessa sposa a un ricco Maharajà.

### Scherzi di Carnevale
Angelo si è trasferito e gli equilibri cambiano: Teresa (Barbara De Rossi), che si occupa di accudire i fratelli, ora pensa solo al suo fidanzato, rendendo gelosi Lorenzo e Claudio. La donna incomincia a pensare inoltre di staccarsi anche dall'attività commerciale.

## Produzione

### Riprese
Il centro commerciale in cui è stata girata la fiction si chiama "La Corte Lombarda" e si trova a Bellinzago Lombardo (MI).